# Florismundo Marques Lins

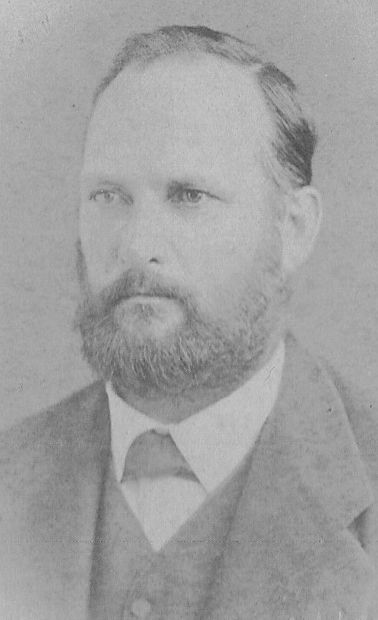
Barão de Utinga fotografado por Alberto Henschel

Florismundo Marques Lins, segundo barão de Utinga (Pernambuco, 1838 — Pernambuco, 1895), foi um senhor de engenho brasileiro.

## Biografia
Filho de Henrique Marques Lins, primeiro barão e visconde de Utinga, e de Antônia Francisca Veloso da Silveira, e irmão de Belmiro da Silveira Lins, barão de Escada. Casou-se com com sua prima Teudelina de Barros e Silva e depois com Ana Wanderley Lins. Foi bacharel em direito na Faculdade de Direito do Recife e não herdou nenhuma propriedade rural de seu pai. Atuou como advogado e preferiu não fazer fortuna e levar uma vida simples. Teve um filho, Marcionilo Marques Wanderley Lins, este definitivamente perdeu tudo que foi conquistado pelos seus antepassados. Atualmente o seu título nobiliárquico é reivindicado pelo seu herdeiro. 
1. ↑  Algumas fontes indicam como sendo sua mãe Carolina de Caldas Lins